# Decipifus sixaolus
Decipifus sixaolus är en snäckart som beskrevs av Olsson och McGinty 1958. Decipifus sixaolus ingår i släktet Decipifus och familjen Columbellidae. Inga underarter finns listade i Catalogue of Life.